# Affaire François Chenu
Pour les articles homonymes, voir Chenu.
L’affaire François Chenu est le meurtre homophobe de François Chenu, 29 ans, au Parc Léo-Lagrange de Reims dans la nuit du 13 au 14 septembre 2002.

## Description
Trois skinheads, dont un mineur de 16 ans, ont agressé avec une extrême violence un homosexuel choisi au hasard pour « casser du pédé ». Ils ont ensuite laissé François Chenu pour mort dans l'eau, où il mourra noyé, en emportant son portefeuille et son téléphone portable. Les parents des agresseurs, auxquels ils racontent les faits, brûlent le portefeuille et les papiers d'identité, mais utilisent le téléphone portable de la victime, ce qui permettra de trouver leur fils mineur et ses complices. Lors de l’enquête, les policiers découvrent des bibelots nazis chez un des accusés, ainsi que des liens avec Mickaël Freminet, condamnée dans l'affaire Brahim Bouarram,.
Le 9 octobre 2004, les meurtriers sont condamnés à des peines de 20 (pour les majeurs) et 15 ans (pour le mineur) de réclusion criminelle. Les parents du mineur ont également été condamnés, pour destruction de preuves (l'un à 2 ans de prison et l'autre à 30 mois),.
Les parents Chenu ont par la suite écrit aux condamnés, et ont établi une correspondance avec le plus jeune d'entre eux. Cette démarche a donné lieu à la création de l'Association nationale de la justice réparatrice.

## Postérité
Cette affaire est racontée par le documentaire Au-delà de la haine (2005) d'Olivier Meyrou, sorti en 2006,.
Tous les 17 mai, à l'occasion de la Journée mondiale contre l'homophobie, l'association EX Aequo Reims, une association venant en soutien des personnes homosexuelles et luttant toute forme de discrimination fondée sur les mœurs, rend hommage à François Chenu. Une plaque a été posée dans le parc en hommage au défunt.